# 保罗·希尔德加特纳
保罗·希尔德加特纳（德語：Paul Hildgartner，1952年6月8日—），意大利男子雪橇运动员。他曾代表意大利参加1972年、1976年、1980年、1984年和1988年冬季奥林匹克运动会雪橇比赛，共获得二枚金牌和一枚银牌。